# Gut (německá hudební skupina)
Gut (uváděno i jako GUT) je německá grindcoreová kapela ze Stuttgartu založená roku 1991. Společně s další německou kapelou Dead je pokládána za zakladatele pornogrindu. Její styl je charakterizován jako jednodušší, pomalejší a rockovější než klasický grindcore.
Debutové studiové album s názvem Odour of Torture vyšlo v roce 1995.

## Členové kapely

### Současní (k únoru 2022)
- Tim Eiermann – bicí, kytara, vokály (1991–1995, 1999, 2004–)
- Joachim Pröll – kytara (1991–1995, 1999, 2004–)
- Oliver Roder – vokály (1991–1995, 1999, 2004–)
- Andreas Rigo – baskytara (1994–1995, 1999, 2004-2005, 2007–)

### Dřívější
- Michael Beckett – baskytara (1991–1995)
- Markus Zorn – baskytara (2005–2007)

## Diskografie
Dema
- Drowning in Female Excrements (1991)
- Drink Vaginal Soup or Die! (1993)

Studiová alba
- Odour of Torture (1995)
- The Cumback 2006 (2006)
- Disciples of Smut (2020)

EP
- Spermanys Most Wanted (1992)
- Hyper-Intestinal Vulva Desecration (1994)
- Pussyfied - Assyfied (1995)

Kompilační alba
- The Singles Collection (2000)

Kolaborativní alba
- Pimps of Gore (2006) – společně s Otto von Schirachem

Živé nahrávky
- Promo Livetape 94' "Gefotzt & Gefistelt" (1994)

Split nahrávky
- Splittape 1993 – split audiokazeta s Abortus (Macabre, 1993)
- Cripple Bitch – split 7" vinyl s Retaliation (Regugitated Semen, 1994)
- Gut / Morphea  – split 7" EP s Morphea (Mobid Single, 1994)
- Twat Enema – split 7" vinyl s Gore Beyond Necropsy (Malodorous Mangled Innards, 1994)
- Fistful of Sperm – split 7" vinyl s Brain Damage (Regurgitated Semen, 1994)
- Enter the Painroom – split 7" vinyl s Dead (Gulli, 1995)
- Want Some Nuke or Gut? – split audiokazeta s Nuke (Macabre, 1995)
- Hooker Ballett – split EP s Gonorrhea Pussy (Last House on the Right, 2006)
- Masters of Gore – split CD s Rompeprop (Everydayhate, 2006)
- Gigolo Warfare – split EP s Distorted Impalement (Morbid Records, 2007)
- The Green Slime Are Coming! – split CD se Satan's Revenge On Mankind (Rotten Roll Rex, 2010)